# Hoya memoria
Hoya memoria ist eine Pflanzenart der Gattung der Wachsblumen (Hoya) aus der Unterfamilie der Seidenpflanzengewächse (Asclepiadoideae).

## Merkmale
Hoya gracilis ist eine schlanke epiphytische, nicht windende, kletternd-hängende Pflanze mit dicht beblätterten Trieben. Die Triebe haben einen Durchmesser von 0,2 cm und sind kahl und biegsam. Die ausgebreiteten, gegenständigen Blätter sind kurz gestielt. Die ledrigen Blattspreiten sind lanzettlich-elliptisch, 4 bis 6 cm lang und mittig 1,5 bis 2 cm breit. Die Ober- und Unterseiten sind kahl und sehen wachsartig aus. Die Basis ist keilförmig, der Apex läuft spitz aus. Die Blattnervatur tritt nicht prominent hervor, lediglich die Mittelrippe ist leicht rinnig und oft etwas heller. Von der Mittelrippe gehen auf jeder Seite 3 bis 4 sehr undeutliche Sekundärrippen ab. Die Blattspreiten sind dunkelgrün mit silbrigen Flecken, die Unterseite deutlich heller.
Der doldenförmige Blütenstand besteht aus 20 bis 30 Blüten (25 bis 35 Blüten), die Oberseite ist flach. Die sehr schlanken Blütenstiele sind bis 1,5 cm lang und weisen eine nur sehr spärliche Behaarung auf, sind ansonsten kahl. Die breit-eiförmigen Kelchblätter sind etwa 1,5 mm lang und ebenso breit. Der Apex ist stumpf. Die Kelchblätter überlappen sich an der Basis um etwa die Hälfte. Die Außenseite ist kahl. Die Blütenkrone hat einen Durchmesser von 0,7 cm und ist pinkrot bis rot. Die Kronblätter sind im basalen Drittel miteinander verwachsen. Die eiförmigen Kronblattzipfel sind 0,36 cm lang und zurück gebogen, die Apices sind kurz gespitzt. Sie messen von Sinus zu Sinus, d. i. die Breite etwa 0,25 cm. Sie sind außen kahl, innen flaumig behaart, die Basis ist filzig-behaart und lediglich die Spitzen der Kronblattzipfel sind kahl. Die Nebenkrone ist dunkelrot, die Apices sind gelb. Die Nebenkronenzipfel sind annähernd horizontal ausgebreitet; sie sind etwa 3 mm lang.
Der innere Fortsatz ist lang und spatelförmig und steigt auf. Der äußere Fortsatz ist spitz. In der Aufsicht sind sie eiförmig. Die Staubbeutel sind nur wenig kürzer als die inneren Fortsätze. Der äußere Fortsatz ist stumpf. Die Staubbeutel sind trapezoidal mit eiförmigen hyalinen Anhängen. Die Pollinia sind vergleichsweise kurz und breit, etwa 300 µm lang und 110 µm breit. Der Apex ist nach innen abgeschrägt, der äußere Rand ist hyalin. Die Caudiculae sind 120 µm lang und 40 µm tief und 20 µm weit. Außen sitzen tränenförmige Polster an. Das grob rhombisch geformte Corpusculum ist 50 µm lang und etwa mittig eingeschnürt. Die Schultern sind 50 µm breit, die Taille 40 µm breit und die Hüfte 50 µm breit. Am unteren Ende sitzen zwei dornartige, 40 µm lange Fortsätze.
Die Blüten duften süßlich nach Karamell, produzieren wenig Nektar und halten etwa eine Woche.

## Ähnliche Arten
Hoya memoria ähnelt Hoya gracilis Schltr. von Sulawesi, unterscheidet sich aber in den Kelchblättern (eiförmig mit Zilien vs. länglich-stumpf und kahl). Die Blütenkrone von Hoya memoria ist innen flaumig bis filzig behaart vs. papillös-flaumig bei Hoya gracilis. Die Caudiculae sind 120 µm lang, bei Hoya gracilis sind sie sehr kurz, fast fehlend.
Das Pollinarium ähnelt dem Pollinarium von Hoya odetteae Kloppenb. und Hoya brevialata Kleijn & Donkelaar, aber bei diesen Arten ist das Corpusculum kleiner. Somadee und Kühne schreiben, dass der Artstatus umstritten und dass Hoya memoria quasi das philippinische Gegenstück zu Hoya parviflora aus Malaysia sei. Die Blütenkrone von Hoya parviflora ist deutlich kleiner. Die Pollinien dieser Art sind im Verhältnis zur Breite deutlich kürzer.

## Geographische Verbreitung und Habitat
Die Originalpflanze wuchs an einem Zaun im Philippine Memorial Garden in Manila (Philippinen) und wurde dort 1981 von Robert Dale Kloppenburg und Ted Green entdeckt und mittels Stecklingen in Kultur genommen. Die Herkunft dieser Pflanze konnte nicht zweifelsfrei geklärt werden. Kloppenburg vermutet, dass sie von den Südphilippinen stammte.

## Taxonomie
Das Taxon Hoya memoria wurde von Robert Dale Kloppenburg 2004 beschrieben. Der Holotyp ist im Herbarium der University of California at Berkeley, Kalifornien unter der Nummer 81074 deponiert. Die Art wird zur Sektion Acanthostemma Kloppenburg innerhalb der Gattung Hoya R.Br. gestellt.
Simone Merdon-Bennack führt Hoya memoria Kloppenburg (2004) als Synonym von Hoya gracilis auf. Die Art wird jedoch von Plants of the World online als eigenständige Art akzeptiert.